# Marojane
Marojane is een dorp in het district Southern in Botswana. De plaats telt 402 inwoners (2011).